# Partido Independiente Pro Política Austera
Partido Independiente Pro Política Austera (PIPPA) fou un partit polític espanyol fundat a Barcelona el 1977 i dirigit per José Rodríguez Carrera i l'advocada Aurelia de la Sierra y del Río. A les eleccions generals espanyoles de 1979, però, només va obtenir 2.409 vots (0,01%).